# Vincent Enyeama

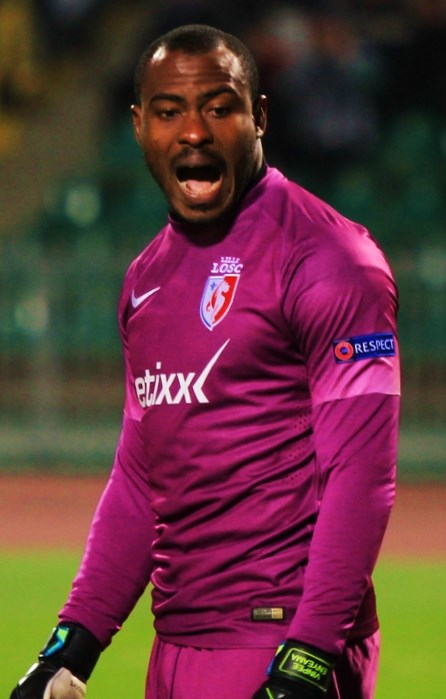
Vincent Enyeama

Vincent Enyeama (* 29. srpna 1982) je bývalý nigerijský profesionální fotbalový brankář. V roce 2019 ukončil kariéru. Byl účastníkem MS 2002, 2010 a 2014. Za sezónu 2008/09 se stal fotbalistou roku v Izraeli.

## Klubová kariéra

### Enyimba International FC
Začínal v klubu Enyimba International FC a dvakrát vyhrál CAF Champions League.[kdy?] Po třech sezonách v Enyimba International FC a jedné v Iwuanyanwu Nationale (dnes Heartland FC) odešel do Izraele.

### Bnei Yehuda Tel Aviv
První sezonu měl fantastickou, obsadil čtvrté místo v izraelské Premier League, a tím se kvalifikoval s týmem do EL a také pomohl do finále Israel State Cup.

### Hapoel Tel Aviv FC
2007/2008
Enyama podepsal v roce 2007 Hapoelu a v této sezóně pomohl tento klub zachránit a navíc dostat se do finále národního poháru. V této sezoně se stal exekutorem penalt.
2008/2009
Fantastickou sezónu měl Hapoel, ale také Enyeama. Hapoel málem vyhrál titul a Enyeama získal ocenění "Player of The Year", přestože byl brankář a nebyl v týmu, který vyhrál titul.
2009/2010
Hapoel vyhrál double a Enyeama vstřelil gól ve finále poháru a nedal penaltu v posledním kole roku, Hapoel mohl vyhrát titul, tak v 92. minutě při rohu Enyeama šel pomoct svým spoluhráčům a vstřelil "titulový gól".
2010/11
18. srpna 2010 vstřelil první gól v sezoně v kvalifikaci Ligy mistrů proti Salzburgu. V sezoně Enyeame chytal velmi dobře a jeho výkony vygradovali v zápasech Ligy mistrů proti FC Schalke 04 a Lyonu. Tento rok s Hapoelem znovu vyhrál ligový pohár.

### Maccabi Tel Aviv
Připsal si 26 startů a pomohl k titulu.

### Lille OSC
V roce 2011 přestoupil do Lille OSC. V roce 2012 si připsal premiéru proti Interu Milán v Lize mistrů.
2013/14
Po hostování se stává jedničkou a dostává příležitost před Steevem Elanou. Připsal si 11 čistých kont v Ligue 1 v první půlce sezóny. Byl neprůstřelný 1062 minut v Ligue 1, až proti FC Girondins de Bordeaux a chybělo mu 114 minut do překonání historického rekordu.
2017/18
V sezóně 2017–18 se Enyeama neobjevil v lize, protože byl vynechán z prvního týmu kvůli „neshodě mezi hráčem a vedením klubu“. Do předsezónní přípravy prvního týmu se zapojil v červenci 2018.
Po vzájemné dohodě byl propuštěn 31. srpna 2018. V lednu 2019 řekl, že by chtěl znovu hrát a v červenci 2019 šel na soud s francouzským klubem Dijon. Přestože mu Dijon nenabídl smlouvu, vyjádřil klubu vděčnost. Zatímco na začátku sezóny 2019–2020 Enyeama uvedl, že doufal, že najde nový klub a bude pokračovat ve hře, po skončení kampaně nakonec odešel.

## Úspěchy

### Reprezentační
- Africký pohár národů: 2013

### Individuální
- CAF Champions League Player of the Year: 2004
- Fotbalista roku v Izraeli: 2009
- UNFP Player of the Month October 2013
- UNFP Player of the Month November 2013
- 2014 Marc Vivien Foe Award winner